# ما جونگ-یو
ما جونگ-یو (انگلیسی: Ma Jong-u؛ زادهٔ ۹ دسامبر ۱۹۴۷) بازیکن فوتبال اهل کره شمالی بود.
وی همچنین در تیم ملی فوتبال کره شمالی بازی کرده‌است.